# Jean Prévost (botánico)
Jean Prévost o Johannes Praevotius o Prevozio (4 de julio de 1585-3 de agosto de 1631) fue un botánico y médico suizo.
Fue educado por los jesuitas en Borgoña y en Alemania, dedicándose a los estudios humanistas y filosóficos.
En 1604 fue a Padua donde estudió medicina, siendo alumno de los célebres Ercole Sassonia y de Girolamo Fabrici d'Acquapendente que lo tenían como el "granjero de la anatomía".
Pronto se hizo famoso por su habilidad como médico; y en 1613 obtiene la cátedra de Lectura del IIIer. Libro de Avicenna sucediendo a Andrighetto Andrighetti. En 1616 pasó a la cátedra de Medicina práctica extraordinaria en segundo lugar.
Fallecido Prospero Alpini, fue nominado como Prefecto del Jardín botánico y fue también responsable de la enseñanza del Ostensio simplicium. Por último, en 1620 pasó a la cátedra de Medicina práctica en primer lugar que ocupó hasta su muerte y que fue causada por la epidemia peste que hizo estragos en Padua 1631.
Fue célebre sobre todo como médico y también un buen botánico. Fue enterrado en la iglesia de San Antonio, y en la "Natio Germanica se pintó su escudo en el Palacio del Bo.

## Algunas publicaciones
Sus obras médicas, muchos de ellas publicados póstumamente, tuvieron varias ediciones y fueron ampliamente conocidas en todo el '1600'.
- De remediorum tum simplicium, tum compositurum materia 1611
- Medicina pauperum mira serie continens remedia ad aegrotos cuiuscunque generis persanandos aptissima, facile parabilia, extemporanea, & nullius, vel perexigui sumptus. Huic pauperum thesauro adiungitur. Eiusdem auctoris libellus aureus de venenis 1641
- De compositione medicamentorum libellus 1649.
- Hortulus medicus selectioribus remediis ceu flosculis versicoloribus refertus 1681
- Simiotice sive de signis medicis ench et ridion 1654
- De morbosis vteri passionibus tractatio 1669

## Honores

### Epónimos
Género
- (Caryophyllaceae) Prevotia Adans.[1]

Especies
- (Asclepiadaceae) Cynanchum prevostii Morillo[2]

- (Sapindaceae) Paullinia prevostiana Acev.-Rodr.[3]